# (11033) Mazanek
(11033) Mazanek est un astéroïde de la ceinture principale.

## Description
(11033) Mazanek est un astéroïde de la ceinture principale. Il fut découvert le 16 septembre 1988 à l'observatoire interaméricain du Cerro Tololo par Schelte J. Bus. Il présente une orbite caractérisée par un demi-grand axe de 2,52 UA, une excentricité de 0,15 et une inclinaison de 12,9° par rapport à l'écliptique.